# Bad Essen
Bad Essen é um município da Alemanha localizado no distrito de Osnabrück, estado de Baixa Saxônia.